# Korea Women League 2004
Die Korea Women League 2004 war die neunte Spielzeit der südkoreanischen Fußballliga der Frauen unter diesem Namen. Gespielt wurde in einem Hinrunden- und Rückrundenserie. 

## Teilnehmer
| Team                           | Stadt             | Vereinsart               |
| ------------------------------ | ----------------- | ------------------------ |
| Gyeongnam Daekyo Kangerous WFC | Gyeongsangnam-do  | Vereinsmannschaft        |
| Incheon INI Steel WFC          | Incheon           | Vereinsmannschaft        |
| Seoul WFC                      | Seoul             | Vereinsmannschaft        |
| Chungcheongnam-do SV           | Chungcheongnam-do | Provinzauswahlmannschaft |
| Chungcheongbuk-do SV           | Chungcheongnam-do | Provinzauswahlmannschaft |

## Hinrunde
Gespielt wurde im Haman-Stadion.

## Gruppenphase
| Pl. | Verein                         | Sp. | S | U | N | Tore    | Diff. | Punkte |
| --- | ------------------------------ | --- | - | - | - | ------- | ----- | ------ |
| 1.  | Incheon INI Steel WFC (M)      | 2   | 2 | 0 | 0 | 003:000 | +3    | 06     |
| 2.  | Gyeongnam Daekyo Kangerous WFC | 2   | 1 | 0 | 1 | 004:300 | +1    | 03     |
| 3.  | Seoul WFC                      | 2   | 0 | 0 | 2 | 002:600 | −4    | 0      |

|                      |                                                    |
|                      | Meister der Korea Women League 2004-Hinrundenserie |
| Zum Saisonende 2003: |                                                    |
| (M)                  | Amtierender Meister                                |

| 22. März 2004                  |     |                                |
| Gyeongnam Daekyo Kangerous WFC | 4:2 | Seoul WFC                      |
| 24. März 2004                  |     |                                |
| Seoul WFC                      | 0:2 | Incheon INI Steel WFC          |
| 26. März 2004                  |     |                                |
| Incheon INI Steel WFC          | 1:0 | Gyeongnam Daekyo Kangerous WFC |

## Rückrunde
Gespielt wurde im Hwacheon-Stadion.

### Abschlusstabellen

#### Gruppe A
| Pl. | Verein                         | Sp. | S | U | N | Tore    | Diff. | Punkte |
| --- | ------------------------------ | --- | - | - | - | ------- | ----- | ------ |
| 1.  | Gyeongnam Daekyo Kangerous WFC | 4   | 4 | 0 | 0 | 006:500 | +1    | 12     |
| 2.  | Incheon INI Steel WFC          | 4   | 2 | 0 | 2 | 005:300 | +2    | 06     |
| 3.  | Seoul WFC                      | 4   | 0 | 0 | 4 | 002:500 | −3    | 0      |

| Zum 4. Spieltag: Meister der Korea Women League 2004-Rückrundenserie Gruppe A |

#### Gruppe B
| Pl. | Verein               | Sp. | S | U | N | Tore    | Diff. | Punkte |
| --- | -------------------- | --- | - | - | - | ------- | ----- | ------ |
| 1.  | Chungcheongnam-do SV | 2   | 2 | 0 | 0 | 010:500 | +5    | 06     |
| 2.  | Chungcheongbuk-do SV | 2   | 0 | 0 | 2 | 005:100 | −5    | 0      |

| Zum 2. Spieltag: Meister der Korea Women League 2004-Rückrundenserie Gruppe B |